# Юрковцы (Чемеровецкий район)
Юрковцы (укр. Юрківці) — село в Чемеровецком районе Хмельницкой области Украины.
Население по переписи 2001 года составляло 869 человек. Почтовый индекс — 31609. Телефонный код — 3859. Занимает площадь 2,288 км². Код КОАТУУ — 6825289801.

## Местный совет
31609, Хмельницкая обл., Чемеровецкий р-н, с. Юрковцы, ул. Центральная, 43А